# Štěpán Harding
Svatý Štěpán Harding (1059,? Dorset- 1134, Citeaux) byl po smrti sv. Albericha opatem v Citeaux. Katolická církev jej uctívá jako světce.

## Život
Štěpán Harding pocházel z Anglie. V dospělosti vstoupil do benediktinského opatství Molesme ve Francii. Odtud po čase odešel, a spolu s Robertem z Molesme a Alberichem (později rovněž svatořečenými) založil klášter v Citeaux, čímž byl položen základ v pozdější době velice významného cisterciáckého řádu. Nový klášter se velice rychle rozvíjel, i přesto, že jeho hlavní iniciátor Robert byl donucen k návratu do Molesme.
Po Robertovi se představeným v Citeaux stal Alberich, a po Alberichově smrti v roce 1109 Štěpán Harding. Dbal na důsledné zachovávání slibu chudoby, v případě potřeby dokonce chodil sám žebrat. Roku 1116 se stal generálním opatem cisterciáckého řádu. Zemřel roku 1134 v pověsti svatosti.